# Lenkenhütte
Lenkenhütte ist ein Ortsteil der Stadt Waldmünchen im Landkreis Cham des Regierungsbezirks Oberpfalz im Freistaat Bayern.

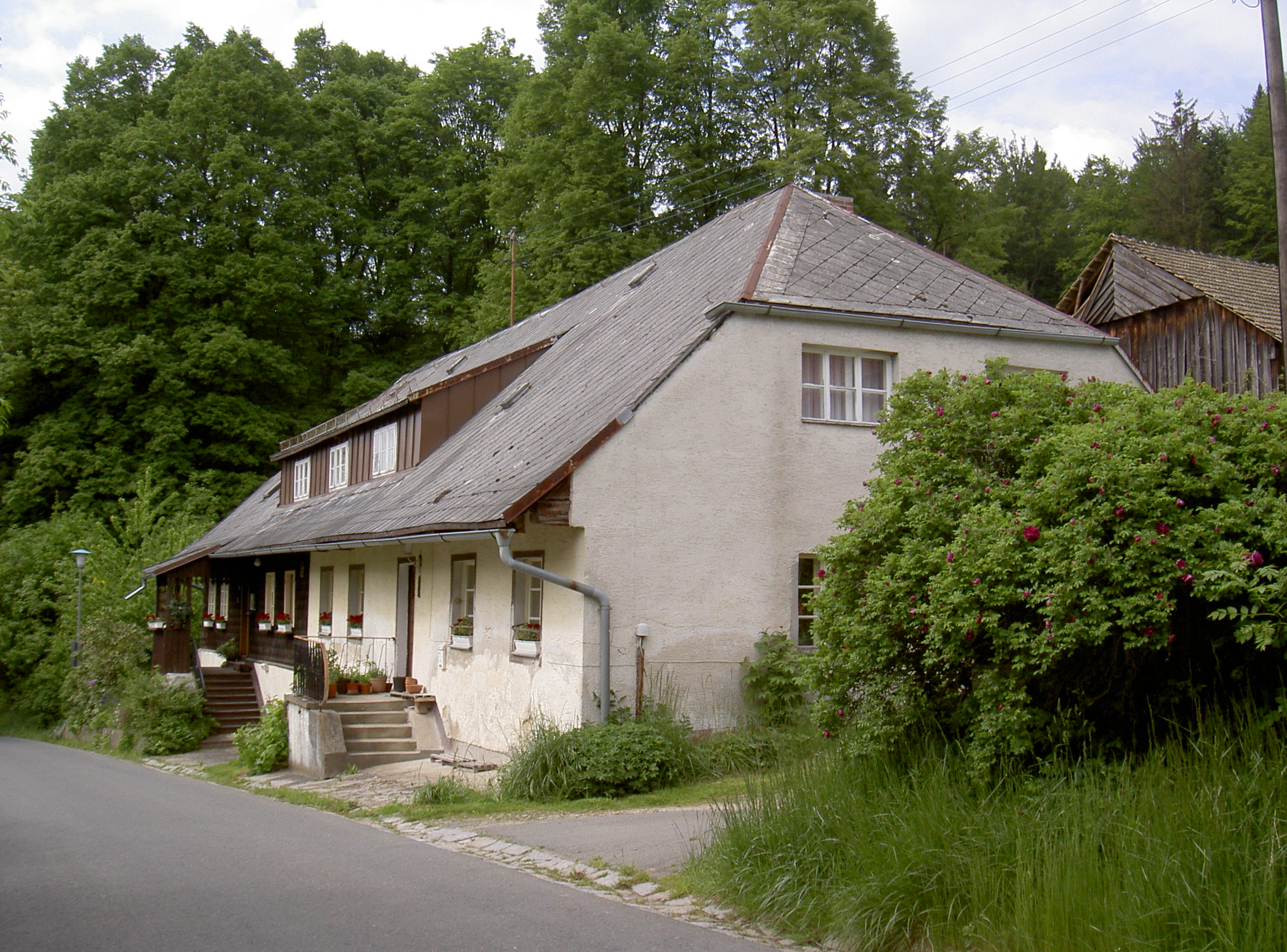
Denkmalgeschütztes Haus Lenkenhütte 2, Denkmalnummer D-3-72-171-70

## Geografie
Lenkenhütte liegt auf dem Nordufer des Ulrichsgrüner Baches, 3,6 Kilometer südöstlich von Waldmünchen und 1,7 Kilometer südwestlich der tschechischen Grenze.
Nordöstlich von Lenkenhütte erhebt sich der 821 Meter hohe Plattenberg. Der Plattenberg ist ein Vorberg des 1042 Meter hohen Čerchovs auf der tschechischen Seite. Lenkenhütte liegt ungefähr 3,8 Kilometer südwestlich des Gipfels des Čerchovs.
Eine Gebirgsstraße verbindet Waldmünchen mit Furth im Wald. Sie führt mitten durch das Gebirge und erreicht bei dem Pass zwischen dem 902 Meter hohen Reiseck im Norden und dem 828 Meter hohen Dachsriegel im Süden eine Höhe von 800 Metern. Zwischen Ulrichsgrün und Unterhütte verläuft auf der Nordostseite dieser Straße eine kleine Parallelstraße noch weiter oben am Hang. An dieser kleinen Straße liegen neben verstreuten Häusern, die noch zu Ulrichsgrün gehören, die Gemeindeteile Lenkenhütte und Posthof.

## Geschichte
Die Lenkenhütte (auch: Lenkenthal, Glashütte, Neuhütte) wurde 1832 als Flachglashütte gegründet. Sie wurde nach Ulrichsgrün eingemeindet. Die Gemeinde Ulrichsgrün bestand aus den Ortsteilen Ulrichsgrün, Gleßling, Lenkenhütte, Posthof, Wagenhof und Kramberg.
1972 schloss sich die Gemeinde Ulrichsgrün der Stadt Waldmünchen an.
Lenkenhütte gehört zum Kuratbenefizium Herzogau der Pfarrei Waldmünchen. 1997 hatte Lenkenhütte 26 Katholiken.

## Einwohnerentwicklung ab 1838
| Jahr | Einwohner | Gebäude |
| ---- | --------- | ------- |
| 1838 | 76        | 3       |
| 1861 | 69        | 12      |
| 1871 | 71        | 10      |
| 1885 | 82        | 4       |
| 1900 | 105       | 9       |
| 1913 | 68        | 15      |

| Jahr | Einwohner | Gebäude |
| ---- | --------- | ------- |
| 1925 | 40        | 7       |
| 1950 | 68        | 7       |
| 1961 | 41        | 8       |
| 1970 | 29        | k. A.   |
| 1987 | 35        | 12      |
| 2011 | 36        | k. A.   |

## Tourismus und Sehenswürdigkeiten
Lenkenhütte 2 ist ein denkmalgeschütztes ehemaliges Gasthaus aus der ersten Hälfte des 19. Jahrhunderts. Es trägt die Denkmalnummer D-3-72-171-70.